# Coppa Italia 1977 (hockey su pista)
La Coppa Italia 1977 è stata l'11ª edizione della principale coppa nazionale italiana di hockey su pista. La competizione ha avuto inizio il 7 settembre e si è conclusa il 2 novembre 1977.
Il trofeo è stato conquistato dal Follonica per la prima volta nella sua storia.

## Risultati

### Prima fase

#### Girone 2
| Vercelli 9 settembre 1977 | Amatori Vercelli | 5 – 9 | Rotellistica Novara |  |

| Novara 10 settembre 1977 | Novara | 10 – 2 | Amatori Vercelli |  |

| Novara 14 settembre 1977 | Rotellistica Novara | 6 – 3 | Novara |  |

| Novara 17 settembre 1977 | Rotellistica Novara | 6 – 5 | Amatori Vercelli |  |

| Vercelli 21 settembre 1977 | Amatori Vercelli | 6 – 7 | Novara |  |

| Novara 24 settembre 1977 | Novara | 12 – 1 | Rotellistica Novara |  |

| Squadra             | Pt | G | V | N | P | GF | GS | DG  |
| ------------------- | -- | - | - | - | - | -- | -- | --- |
| Novara              | 6  | 4 | 3 | 0 | 1 | 32 | 15 | +17 |
| Rotellistica Novara | 6  | 4 | 3 | 0 | 1 | 22 | 25 | -3  |
| Amatori Vercelli    | 0  | 4 | 0 | 0 | 4 | 18 | 32 | -14 |

#### Girone 7
| Squadra        | Pt | G | V | N | P | GF | GS | DG |
| -------------- | -- | - | - | - | - | -- | -- | -- |
| Monza          | ?  |   |   |   |   |    |    |    |
| Amatori Lodi   | ?  |   |   |   |   |    |    |    |
| Giovanni XXIII | ?  |   |   |   |   |    |    |    |

### Quarti di finale
| Squadra 1      | Totale | Squadra 2  | Andata | Ritorno |
| -------------- | ------ | ---------- | ------ | ------- |
| AFP Giovinazzo |        | Audax Roma | 7 - 3  | ?       |
| Monza          | 9 - 9  | Novara     | 6 - 5  | 3 - 4   |
| Follonica      |        | Reggiana   | ?      | ?       |
| Pordenone      |        | Trissino   | ?      | ?       |

### Semifinali
| Squadra 1      | Totale | Squadra 2 | Andata | Ritorno |
| -------------- | ------ | --------- | ------ | ------- |
| AFP Giovinazzo | 7 - 5  | Pordenone | 3 - 2  | 4 - 3   |
| Follonica      |        | Novara    | 6 - 2  | ?       |

### Finale
| Follonica 25 ottobre 1977 Finale di andata | Follonica | 2 – 3 | AFP Giovinazzo | Pista Armeni |

| Giovinazzo 2 novembre 1977 Finale di ritorno | AFP Giovinazzo | 4 – 10 | Follonica | Palasport di Giovinazzo |

## Campioni
| Vincitore della Coppa Italia 1977 |
| --------------------------------- |
| Follonica 1º titolo               |